# Gottesdienst und Praxis der Zeugen Jehovas
Diese Seite beschreibt den Gottesdienst und die Praxis der Zeugen Jehovas, einer christlichen, chiliastisch ausgerichteten und nichttrinitarischen Religionsgemeinschaft.

## Zusammenkünfte

### Versammlungszusammenkünfte

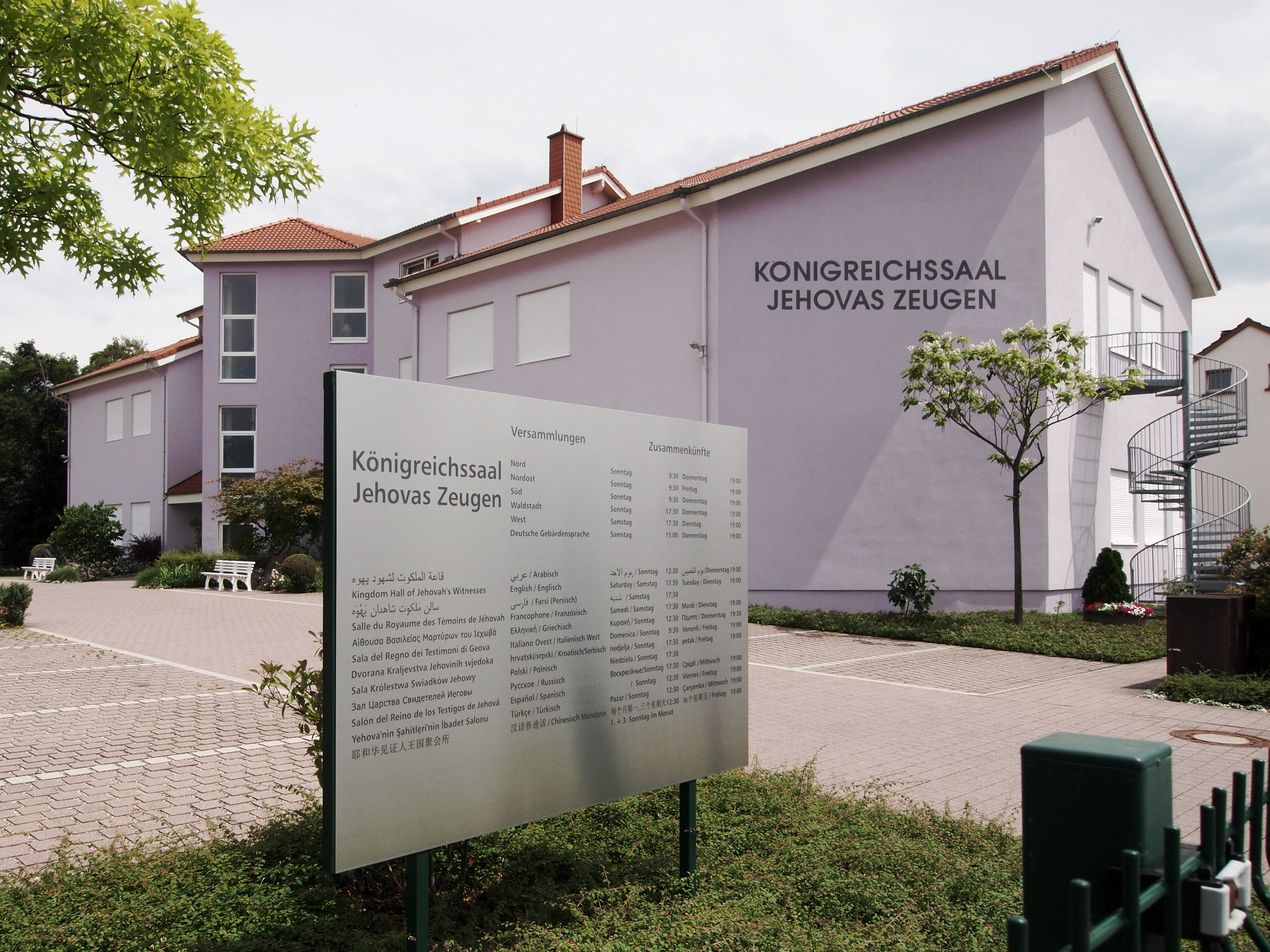
Königreichssaal in Karlsruhe (2011)

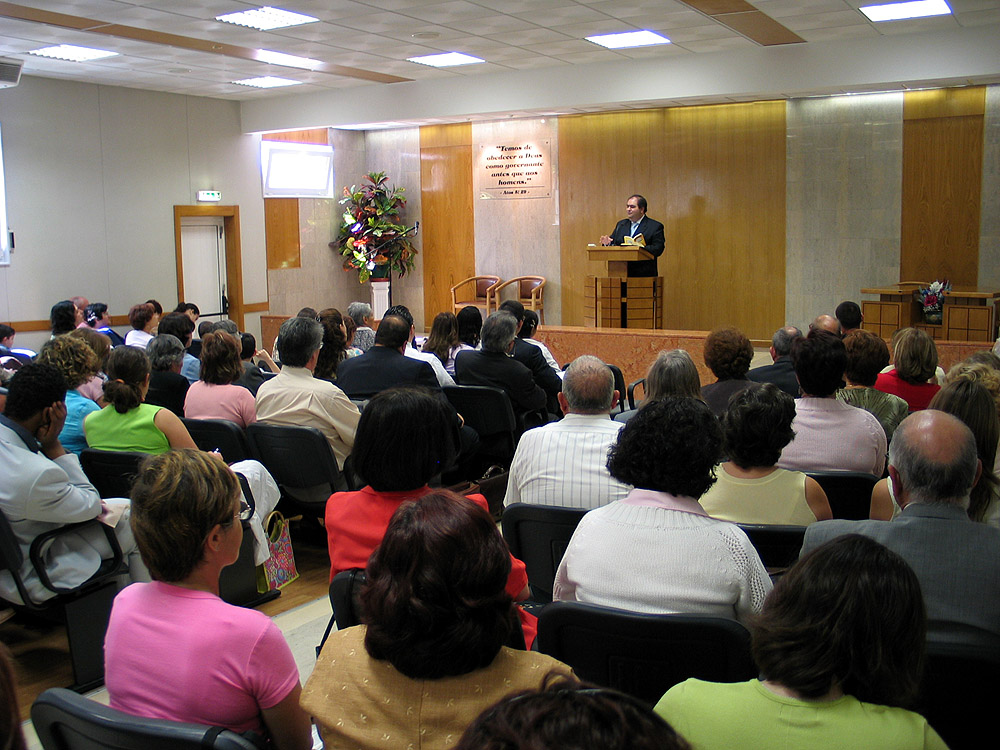
Zusammenkunft in einem Königreichssaal

Die gottesdienstlichen Zusammenkünfte der Versammlungen der Zeugen Jehovas finden gewöhnlich in Königreichssälen statt.
Der Ablauf der Zusammenkünfte und die dort behandelten Themen folgen weltweit einheitlichen Vorgaben, die auf der Website der Religionsgemeinschaft abgerufen werden können. In den Zusammenkünften werden auf dem Bibelverständnis der Zeugen Jehovas basierende Ansprachen gehalten, Situationen aus der Missionstätigkeit („Predigtdienst“) geübt, Interviews geführt und Lehrstoff anhand von Fragen und Antworten gemeinsam besprochen. Die Zusammenkünfte beginnen und enden jeweils mit Lied und Gebet; auch etwa in der Mitte jeder Zusammenkunft wird ein Lied gesungen.
Jede Versammlung hält wöchentlich zwei Zusammenkünfte ab, die jeweils etwa 1¾ Stunden dauern. Neben insgesamt etwa 15 Minuten an Liedern und Gebeten je Zusammenkunft umfassen diese Zusammenkünfte folgende Programmteile:
- Zusammenkunft unter der Woche („Leben-und-Dienst-Zusammenkunft“):

1. „Schätze aus Gottes Wort“: Predigt, Kommentare der Anwesenden und Lesung zum „wöchentlichen Bibelleseprogramm“.
2. „Uns im Dienst verbessern“: Schulung für den „Predigtdienst“ und das Sprechen in den Zusammenkünften.
3. „Unser Leben als Christ“: Predigten und Besprechungen sollen helfen, biblische Grundsätze in die Praxis umzusetzen. Auch das „Versammlungsbibelstudium“, bei dem eine Veröffentlichung von Jehovas Zeugen fortlaufend gemeinsam besprochen wird, ist Teil dieses Programmteils.

- Zusammenkunft am Wochenende:

1. „Öffentlicher Vortrag“ (30 Minuten): Diese Predigt, der Vielfalt wegen oft von Rednern aus benachbarten Versammlungen gehalten, richtet sich besonders auch an Außenstehende.
2. „Wachtturm-Studium“ (60 Minuten): Ein Artikel aus der Studienausgabe des Wachtturms wird gelesen und in Frage- und Antwort-Form mit Beteiligung der Anwesenden besprochen.[3]

### Kongresse
Die sogenannten „Kongresse“ der Zeugen Jehovas sind gottesdienstliche Tagungen, zu denen sich die Verkündiger mehrerer Versammlungen zusammenfinden. Jede Versammlung nimmt jährlich teil an
- zwei jeweils eintägigen „Kreiskongressen“, üblicherweise mit mehreren hundert Anwesenden,
- einem dreitägigen „Regionalkongress“, üblicherweise mit vielen hundert bis zu mehreren tausend Anwesenden.

Je nach den Gegebenheiten werden diese Kongresse in im Eigentum der Religionsgemeinschaft stehenden Kongresssälen oder in gemieteten Veranstaltungshallen oder Stadien abgehalten. Im Rahmen der Kongresse finden auch Taufen statt.

## Taufe
Jehovas Zeugen praktizieren unter Berufung auf den Taufbefehl Jesu (Mt 28,19–20 ) die Gläubigentaufe. Die Taufe gilt den Zeugen Jehovas als Zeichen der Hingabe des Einzelnen an den Schöpfer. Um getauft werden zu können, muss man sein Leben nach dem ausgerichtet haben, was Jehovas Zeugen als Willen Gottes erkennen. Das schließt neben einem Leben nach den von Jehovas Zeugen vertretenen moralischen Maßstäben auch ein, gemäß den persönlichen Möglichkeiten die Gottesdienste zu besuchen und missionarisch aktiv zu sein. Älteste ergründen in ausführlichen Gesprächen mit einem Taufwilligen, ob er die Voraussetzungen zur Taufe erfüllt und ein ausreichendes Verständnis der Lehre hat und ob der Wunsch zur Taufe auf seinem eigenen freien Willen beruht. Die Taufe gilt den Zeugen Jehovas als Voraussetzung zur Rettung, aber sie wird nicht als Sakrament angesehen.
Die Taufe wird nach neutestamentlichem Muster durch Untertauchen im Wasser vollzogen. Das Untertauchen symbolisiert nach Ansicht der Zeugen Jehovas Reue und das Aufgeben des früheren Lebenswandels, das Heraufkommen aus dem Wasser zeigt an, dass man ein neues Leben als Nachfolger Jesu beginnt und dass man auf der Grundlage des Opfers Jesu von früheren Sünden nicht mehr belastet ist. Jehovas Zeugen betrachten die Taufe als öffentliche Glaubensäußerung. Taufen werden daher üblicherweise bei größeren gottesdienstlichen Veranstaltungen, den „Kongressen“, vollzogen. Die Taufe findet statt, nachdem die Taufwilligen folgende zwei Fragen öffentlich bejaht haben: 1. Hast du gestützt auf das Opfer Jesu Christi deine Sünden bereut und dich Jehova hingegeben, um seinen Willen zu tun? 2. Ist dir bewusst, dass deine Hingabe und Taufe dich als Zeugen Jehovas kennzeichnen und du zu der Organisation gehörst, die von Gottes Geist geleitet wird? Da sich Jehovas Zeugen als einzig wahre Religionsgemeinschaft verstehen, erkennen sie außerhalb ihrer Religionsgemeinschaft durchgeführte Taufen nicht als gültig an.

## Gebet
Jehovas Zeugen betonen die Wichtigkeit privater und öffentlicher Gebete. Sie richten Gebete ausschließlich an Gott (Jehova), und beten dabei durch Jesus (nicht durch Maria oder Heilige). Sie verwenden weder auswendig gelernte Gebete noch Gebetbücher, sondern sprechen ihre Gebete frei. Gebete in den Zusammenkünften werden von einem männlichen Zeugen Jehovas laut gesprochen; wer von den Zuhörern dem Gebet zustimmen will, sagt am Ende des Gebets „Amen“.

## Feiern

### Abendmahl
Die einzige religiöse Feier sowie wichtigste Zusammenkunft der Zeugen Jehovas ist das Abendmahl des Herrn, das Gedächtnismahl oder Feier zum Gedenken an den Tod Christi genannt wird. Diese Feier wird am 14. Nisan nach Sonnenuntergang begangen. Bei der Berechnung dieses Datums orientieren sich Jehovas Zeugen am jüdischen Mondkalender, wie er ihrer Meinung nach in biblischer Zeit in Verwendung war, so dass der Tag der Abendmahlsfeier im gregorianischen Kalender kein festes Datum hat. 2025 fällt die Feier auf den Abend des 12. April.
Während der Feier wird eine Ansprache gehalten, die Sinn und Nutzen von Jesu Tod erklären soll. Nach Gebeten werden die Symbole für das Blut und den Körper Jesu Christi (Rotwein und ungesäuertes Brot) durch die Reihen, von Anwesendem zu Anwesendem, gereicht. Es ist jedem Anwesenden freigestellt, von den Symbolen zu nehmen. Von dieser Möglichkeit machen weltweit jedoch nur wenige Gebrauch. Sie zeigen durch das Nehmen der Symbole, dass sie sich zu der nach Auslegung der Zeugen Jehovas in der Offenbarung des Johannes (Offb 7,4 ) erwähnten Gruppe von 144.000 Menschen zugehörig fühlen, die dazu auserwählt sei, während der Millenniumsherrschaft als Mitregenten Jesu zu wirken. Nach Ansicht der Zeugen Jehovas wurden die Mitglieder dieser Gruppe von 144.000 Menschen, der sogenannten „Klasse der Geistgesalbten“ mit „himmlischer Hoffnung“, von den Ereignissen beim Pfingstfest im Jahr 33 bis heute nach und nach berufen. Da die Mitgliederzahl der 144.000 Auserwählten von Jehovas Zeugen als nahezu vollständig angesehen wird, gibt es heute in vielen Versammlungen keine „Gedächtnismahl-Teilnehmer“ mehr.

### Sonstige Feiern und Feiertage
Außer dem Abendmahl gibt es keine religiösen Feiertage für Jehovas Zeugen. Obwohl sie an Jesus als Sohn Gottes und an den Bibelbericht über seine Geburt, seinen Tod und seine Auferstehung glauben, feiern sie nicht Weihnachten und auch nicht Ostern im herkömmlichen Sinn, da sie die Kommerzialisierung dieser Anlässe ablehnen und annehmen, dass viele Weihnachts- und Osterbräuche im Heidentum wurzeln. Auch feiern Jehovas Zeugen keine Geburtstage, aufgrund des angeblich heidnischen Hintergrunds vieler damit verbundener Bräuche und aufgrund des negativen Konnexes der Erwähnung von Geburtstagen in der Bibel.
Für die Gestaltung von Hochzeiten und Begräbnissen gibt es für Zeugen Jehovas keine starren religiösen Vorschriften. Auf Wunsch der beteiligten Personen kann ein Ältester im Königreichssaal oder an einem anderen Ort eine Rede zu einem solchen Anlass halten, wobei gewöhnlich auch Gebete gesprochen und religiöse Lieder gesungen werden.

## Evangelisation und Mission

### Verkündigung

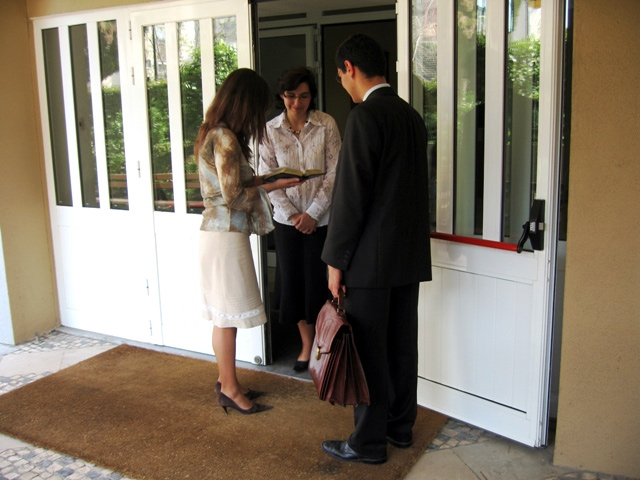
Zeugen Jehovas bei der typischen Missionierung an Haus- und Wohnungstüren (nachgestellte Szene)

Markenzeichen der Jehovas Zeugen ist ihre Evangelisationstätigkeit, von ihnen häufig als „Predigtdienst“ bezeichnet. Sie führen diese Tätigkeit unter Berufung auf Jesu Missionsbefehl (Mt 28,19–20 ) und auf das Vorbild der Urchristen aus, und sie beten zu Gott um die Hilfe des Heiligen Geistes für die Ausführung dieser Tätigkeit.
Jehovas Zeugen sprechen Menschen an Haustüren, auf öffentlichen Plätzen und in Alltagssituationen an, versuchen Interesse an der Bibel zu wecken, hinterlassen bei Interesse kostenfrei Bibeln und bibelerklärende Literatur, laden zu ihren Zusammenkünften ein, und führen mit interessierten Personen Bibelkurse („Bibelstudien“) durch. In den Versammlungszusammenkünften und in der Literatur der Zeugen Jehovas werden Vorschläge gemacht, wie man solche Gespräche einleiten und Einwände beantworten kann. Die aktive Teilnahme an der Evangelisationstätigkeit wird von jedem Zeugen Jehovas erwartet und ist eine der Voraussetzungen für die Taufe. Viele derer, die sich zum Beispiel aus gesundheitlichen Gründen nicht an der Verkündigung von Haus zu Haus beteiligen, versuchen sich zumindest durch das Schreiben von Briefen und durch Gespräche mit Besuchern an der Evangelisationstätigkeit zu beteiligen.
Monatlich berichten Zeugen Jehovas an einen der Versammlungsältesten das Ausmaß ihres Zeiteinsatzes an der Evangelisationstätigkeit, wer das tut, wird als Verkündiger bezeichnet. Viele Zeugen Jehovas sind etwa 10 Stunden pro Monat in der Evangelisationstätigkeit aktiv, es gibt aber keine Vorgabe für das Ausmaß der Beteiligung. Zeugen Jehovas, die – häufig indem sie nur einer Teilzeitarbeit nachgehen – ihr Leben so einrichten, dass sie sich durchschnittlich zumindest 50 Stunden pro Monat an der Evangelisationstätigkeit beteiligen, werden Pioniere genannt. Die Wachtturm-Bibelschule Gilead in Patterson (New York) bildet Missionare aus, die weltweit in Gebiete entsandt werden, in denen es nur wenige Zeugen Jehovas gibt, um dort hauptamtlich für die Religionsgemeinschaft zu missionieren.

### Druck- und Übersetzungstätigkeit, Neue Medien

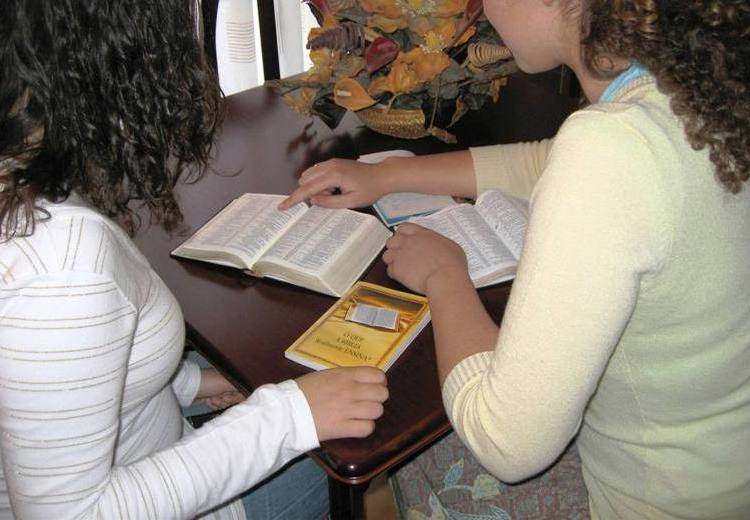
Ein Bibelkurs, von Jehovas Zeugen oft als „Bibelstudium“ bezeichnet

Motiviert durch Aussagen der Bibel, wonach Menschen „aus allen Völkern und Sprachen“ Gott dienen würden (Off 7,9 ), versuchen Jehovas Zeugen, ihre Botschaft weltweit zu verkünden, und verwenden große Anstrengungen darauf, die Bibel und Veröffentlichungen der Wachtturm-Gesellschaft in viele Sprachen zu übersetzen. 2500 Übersetzer sind dabei tätig. Eine von Zeugen Jehovas erstellte Bibelausgabe, die Neue-Welt-Übersetzung der Heiligen Schrift, wird in über 100 Sprachen gedruckt. Die Zeitschriften Der Wachtturm und Erwachet! gelten als die auflagenstärksten Zeitschriften der Welt; sie erscheinen in über 300 Sprachen.
Jehovas Zeugen haben ihre Internetpräsenz in den letzten Jahren stark ausgebaut und beworben. Das Logo der 2013 veröffentlichten Website jw.org erscheint prominent auf der Literatur der Zeugen Jehovas, auf Infoständen und an den Fassaden von Königreichssälen. 2014 waren auf der Website einzelne Publikationen in über 700 Sprachen abrufbar. Eine Onlinebibliothek (wol.jw.org) ist in über 400 Sprachen verfügbar, und es gibt einen Online-TV-Kanal (tv.jw.org).

## Behandlung von Verstößen gegen Glaubensmaßstäbe
Bei den Zeugen Jehovas wird die Exkommunikation als „Entfernen aus der Versammlung“ bezeichnet (bis 2024 auch als „Ausschluss“ oder „Gemeinschaftsentzug“) und soll als Meidung praktiziert werden. Nach ihrer Ansicht belegen Bibelstellen wie Tit 3,10  und 1 Kor 5,2 , dass im Urchristentum Gläubige bei Verstößen gegen die Glaubensgrundsätze aus der Gemeinde ausgestoßen werden konnten.
Ein Entfernen aus der Versammlung kann beispielsweise aufgrund von sexuellem Fehlverhalten, Alkoholismus, Gewalttätigkeit, Blut-, Drogen- oder Tabakgenuss, Diebstahl, Teilnahme am Gottesdienst einer anderen Kirche oder der Verbreitung abweichender Glaubenslehren ausgesprochen werden. Falls solche Vorwürfe erhoben oder bekannt werden, wird von der Ältestenschaft der betreffenden Versammlung ein nichtöffentlicher Ausschuss von zumindest drei Ältesten („Komitee“) gebildet, der die Vorwürfe untersucht. Ein solches Komitee wird nicht als Ersatz für die staatliche Gerichtsbarkeit verstanden, sondern behandelt nur den religiösen Aspekt eines Fehlverhaltens. Das Komitee hat das Ziel, den Betreffenden zur Reue zu bewegen, damit er ein Mitglied der Versammlung bleiben kann. Ein Entfernen aus der Versammlung wird nur ausgesprochen, wenn das Fehlverhalten durch ein Geständnis oder die Aussage zumindest zweier Zeugen nachgewiesen wurde und wenn der Betreffende sich trotz der Bemühungen des Komitees reuelos zeigt. Maßgeblich für die Entscheidung eines Komitees über den Verbleib in der Versammlung ist nicht die Schwere der Sünde, sondern das Vorhandensein oder Nichtvorhandensein von Reue.
Wird der Betreffende mangels Reue aus der Versammlung entfernt, wird – ohne Details zu nennen – in der Versammlung verlautbart, dass er kein Zeuge Jehovas mehr ist; die anderen Gemeindemitglieder haben ihn dann zu meiden. Da Zeugen Jehovas ihren Freundeskreis meist innerhalb der Religionsgemeinschaft gefunden haben, stellt die Meidung eine sehr harte Sanktion dar. Selbst gegenüber Familienangehörigen wird in solchen Fällen der Kontakt meist eingeschränkt, diese Strenge ist ein häufiger Angriffspunkt von Kritikern der Religionsgemeinschaft. Die Meidung wird auch gegenüber Personen praktiziert, die von sich aus den Austritt aus der Religionsgemeinschaft erklärten. Ein aus der Versammlung Entfernter darf den Königreichssaal zwar weiter besuchen, um die Zusammenkünfte mitzuverfolgen, hat dort aber kein Rederecht mehr. Das Entfernen aus der Versammlung soll die Religionsgemeinschaft vor dem Entstehen von Spaltungen bewahren, die Gläubigen vor schlechtem Einfluss schützen und den Sünder zur Reue motivieren.
Sofern ein aus der Versammlung Entfernter nicht aktiv gegen die Glaubensgemeinschaft agiert, besuchen Älteste ihn gelegentlich von sich aus, um ihn wissen zu lassen, dass sie sich über seine Rückkehr in die Religionsgemeinschaft freuen würden. Eine Wiederaufnahme erfolgt auf Antrag des Betroffenen nach offenem Schuldbekenntnis und ehrlicher Reue vor dem Komitee, das die Entfernung aus der Versammlung verfügt hatte. Von dieser Möglichkeit macht etwa ein Drittel derer, die aus der Versammlung entfernt wurden, Gebrauch.

## Ethik
Die Ethik der Zeugen Jehovas ergibt sich aus ihrem radikal eschatologischen Selbstverständnis: Sie sehen sich als kleine Gruppe aufrechter Christen im oder kurz vor dem Endkampf mit den Mächten des Bösen, die die sie umgebende Welt zum größten Teil regieren würden. Die Angst vor dem als unmittelbar bevorstehend gesehenen Weltgericht bestimmt große Teile des Handelns. Soziales und politisches Engagement wie die Teilnahme an Wahlen wird angesichts der Verworfenheit der Welt abgelehnt. Stattdessen widmen Zeugen Jehovas ihre Freizeit zu einem erheblichen Teil dem „Predigtdienst“, das heißt der Tür-zu-Tür-Mission und dem Anbieten von Schriften der Gemeinschaft an öffentlichen Plätzen. Aus einem wörtlichen Verständnis des Bibeltexts leiten die Zeugen Jehovas eine Ablehnung von Militärdienst, Bluttransfusionen, dem Begehen der meisten christlichen und weltlichen Feiertage, außerehelichem Sex und Abtreibungen ab, was sie immer wieder in Konflikt mit der sie umgebenden Gesellschaft brachte und bringt. Auch Homosexualität gilt als Sünde. Zeugen Jehovas glauben, sie könne „geheilt“ werden, etwa durch eine heterosexuelle Ehe. Verstöße gegen diese und andere ethische Vorschriften werden sanktioniert. Ehemalige Mitglieder berichten, drangsaliert worden zu sein. Der gemäßigte Rigorismus der Zeugen Jehovas wird von den Religionssoziologen Rodney Stark und Laurence R. Iannaccone als ein Faktor für den Erfolg gedeutet, den die Zeugen Jehovas auf dem globalen „Markt der Religionen“ erleben.

## Verhältnis zum Staat
Zeugen Jehovas wenden ihr Verständnis der Bibel auf die Art der Unterordnung unter die Macht des Staates an, indem sie sich nicht an politischen Veränderungen (ob gewaltsame Revolutionen, friedliche Demonstrationen oder aber auch bloße Teilnahme an Wahlen oder Parteitagen) beteiligen. Sie betrachten die staatlichen Organe als von Gott geduldet und mit Autorität ausgestattet. Im Allgemeinen halten sie sich deswegen an die staatlichen Gesetze. In vielen Ländern sind sie von staatlicher Seite als Religion anerkannt.
Es kann durchaus zu Konflikten zwischen staatlichen Forderungen und den Forderungen ihres Glaubens führen, da sie unter Berufung auf (Apg 5,29 ) den Gehorsam gegenüber Gott als höher erachten als menschliche Vorschriften oder Gesetze. So sind sie dafür bekannt geworden, dass sie sich strikt weigern, Militärdienst zu leisten (→ Kriegsdienstverweigerung der Zeugen Jehovas). Darüber hinaus lehnen sie alle Handlungen ab, die ihrer Meinung nach einer Verehrung des Staates oder seiner Repräsentanten gleichkommen. Bekannte Beispiele hierfür sind die Ablehnung des Fahnengrußes, des Singens der Nationalhymne oder des Hitlergrußes unter dem Nationalsozialismus.
Bis zur Veröffentlichung eines Artikels im Wachtturm vom 1. Mai 1996 betrachteten sie den Zivildienst als eine unpassende Einschränkung ihrer religiösen Freiheit und eine Form der politischen Betätigung. Nach dem Verständnis der Zeugen Jehovas darf heute Zivildienst geleistet werden.
Die Zeugen beteiligen sich nicht an politischen Wahlen und bekleiden keine politischen Ämter, weil sie die Worte Jesu, „kein Teil der Welt“ (Joh 17,16 ) zu sein, als Aufforderung zu einem politisch passiven Verhalten deuten. Außerdem betrachten sie die Theokratie als der Demokratie überlegen. Dies spiegelt sich in ihrer Kirchenordnung wider, die eine hierarchische Ernennung von Funktionsträgern statt demokratischer Wahlen vorsieht.

## Ausbildung und Beruf
Die Literatur der Zeugen Jehovas weist auf die Widersprüche und Interessenkonflikte hin, welche zwischen einer Hochschulausbildung und dem Leben als Zeuge Jehovas bestehen können. In den Veröffentlichungen der Zeugen Jehovas wird vor dem vermeintlich unmoralischen Lebenswandel vieler Studenten gewarnt, mit der Begründung, dass sich etliche Hochschulen seit den 60er Jahren zu Brutstätten der Gesetzlosigkeit und der Unmoral entwickelt hätten. Gemäß einer Empfehlung des monatlich erscheinenden internen Mitteilungsblattes Unser Königreichsdienst vom April 1999 wird angeraten, dass Bildungsfragen mit den Eltern, den Versammlungsältesten, dem Kreisaufseher oder mit erfolgreichen Pionieren besprochen werden sollten. Die letzte Entscheidung über die berufliche Zukunft ist dem Einzelnen überlassen. Bei allen Überlegungen solle das Bestreben im Vordergrund stehen, Jehova in größtmöglichem Umfang, unter anderem durch das christliche Predigtwerk, zu dienen. Aus diesen Gründen entscheiden sich viele Zeugen Jehovas gegen eine Hochschulausbildung.

## Ehe, Familie, Sexualethik
Jehovas Zeugen betrachten die Ehe zwischen einem Mann und einer Frau als eine heilige, göttliche Einrichtung. Als einzig zulässiger Grund für eine Scheidung mit dem Recht zur Wiederverheiratung gilt ihnen, wenn ein Partner Ehebruch begeht und der andere die Ehe deshalb nicht fortführen möchte. Ansonsten gilt die Ehe vor Gott als nur durch den Tod auflöslich; wenn ein Ehepaar sich beispielsweise „nur“ wegen Streitigkeiten vor dem Staat scheiden lässt, wird erwartet, dass die beiden danach nicht mehr heiraten. Es wird empfohlen, nach einem Ehepartner innerhalb der Glaubensgemeinschaft zu suchen.
Sex ist nur innerhalb der Ehe erlaubt, soll dem Mann und der Frau Freude bereiten und setzt nicht die Absicht voraus, Kinder zu zeugen. Empfängnisverhütung ist daher zulässig. Homosexuelle Handlungen gelten unter Berufung auf neutestamentliche Aussagen als Sünde.
In der Ehe gilt der Mann unter Berufung auf 1 Kor 11,3  als Haupt der Frau. Der Mann soll seine Frau lieben wie der Christus die Versammlung, die Frau soll ihren Mann respektieren wie die Versammlung den Christus.

## Blut, Bluttransfusionen und Operationen
Jehovas Zeugen lehnen es ab, Blut zu sich zu nehmen, sei es als Nahrungsmittel oder für medizinische Zwecke; seit 1944 schließt das ausdrücklich auch die Ablehnung der damals populär werdenden Bluttransfusionen ein. Zeugen Jehovas glauben, dies sei aufgrund biblischer Aussagen wie 1 Mos 9,4  („Nur Fleisch mit seiner Seele – seinem Blut – sollt ihr nicht essen“, NWÜ und ELB) und Apg 15,29  („… euch […] zu enthalten […] von Blut …“, NWÜ und ELB) erforderlich (siehe Jakobusklauseln).
Die Verwendung von Bluthauptbestandteilen (Blutplasma, Blutplättchen, roten und weißen Blutkörperchen) wird ebenso verworfen wie die Blutspende und die präoperative Eigenblutspende. Die Verwendung von Plasmafraktionen (Albumine, Globuline, Gerinnungsfaktoren, Fibrinogen u. ä.) und Ableitungen von den anderen Komponenten (wie Hämoglobinlösung von Erythrozyten; Interferone und Interleukine von Leukozyten) stellen sie jedoch der Gewissensentscheidung des Einzelnen anheim, ebenso Dialyse- und ähnliche Verfahren, Organ- und Knochenmarktransplantationen. Mit der Entnahme von Blut für Diagnosezwecke sind sie generell einverstanden.
Für den Kontakt zu Ärzten, Krankenhäusern und Pflegepersonal haben die Zeugen Jehovas einen Krankenhausinformationsdienst und Krankenhaus-Verbindungskomitees eingerichtet.
Abgesehen vom Blutverbot empfehlen Jehovas Zeugen umfassende medizinische Betreuung, und sie schätzen medizinischen Fortschritt, nicht zuletzt deshalb, weil sich dadurch zunehmend Eingriffsmöglichkeiten eröffnen, die eine Bluttransfusion nicht erfordern. Sie akzeptieren, dass Ärzte vital indizierte Bluttransfusionen bei Kindern auch ohne Einverständnis der Eltern durchführen können.